# Справжні чоловіки (фільм, 1983)
«Справжні чоловіки» або «Хлопці, хоч куди» (англ. The Right Stuff) — американський епічний фільм 1983 року режисера Філіпа Кауфмана. Екранізація однойменної книги Тома Вульфа 1979 року про льотчиків-випробувачів які були відібрані в США для перших пілотованих космічних польотів на кораблях космічної програми «Меркурій».
У 2013 році фільм був обраний Бібліотекою Конгресу США для зберігання в Національному реєстрі фільмів як «культурно, історично та естетично значущий».

## Назви фільму різними мовами
«Екіпаж героїв» — нім. Der Stoff, aus dem die Helden sind
«Екіпаж героїв» — фр. L'Étoffe des héros
«Обрані для слави» — ісп. Elegidos para la gloria
«Обрані для слави» — кат. Escollits per a la glòria
«Перший крок до космосу» — пол. Pierwszy krok w kosmos
«Правильний екіпаж» — чеськ. Správná posádka
«Справжні чоловіки» — італ. Uomini veri
«Хлопці, хоч куди» — рос. Парни что надо
«Шлях до космосу» — хорв. Put u svemir

## Сюжет

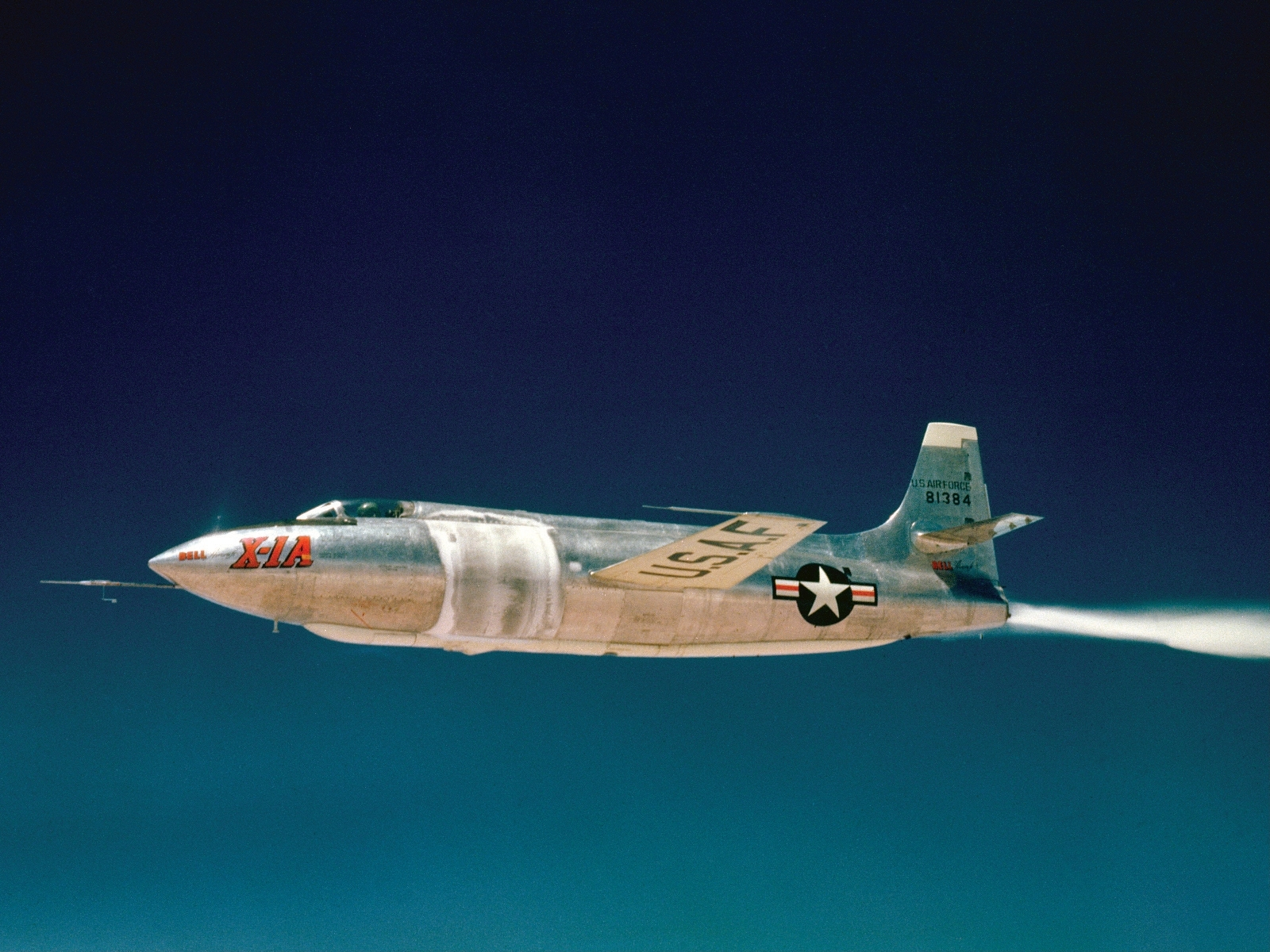
Літак «Bell X-1»

У фільмі розповідається про формування особового складу американських астронавтів космічної програми «Меркурій» та їх перші космічні польоти. Дія фільму охоплює приблизно 15 років від того моменту, коли льотчик-випробувач Чарльз «Чак» Єгер (Сем Шепард) подолав звуковий бар'єр, і до привітання віцепрезидента Джонсона астронавтів у їхньому новому будинку в Х'юстоні.
Після того, як багато льотчиків-випробувачів загинули намагаючись подолати звуковий бар'єр, у 1947 році у Каліфорнії на авіабазі «Едвардс» Чак Єгер на літаку «Bell X-1» досягає успіху. Коли у 1957 році в СРСР запустили перший супутник Землі, це стало викликом для американців, які з найкращих пілотів відібрали сімох і створили загін астронавтів зі «справжніх чоловіків» (The Right Stuff) для майбутніх космічних польотів, вони пізніше стали національними героями.
І під час тренувань і під час польотів астронавти стикалися зі смертельними небезпеками, але командний дух і воля до перемоги дали можливість чоловікам зберегти свою гідність льотчиків, а не піддослідних тваринок.
Фільм закінчується польотом Гордона Купера (Денніс Квейд), на космічному кораблі «Меркурій-Атлас-9», який 14 травня 1963 року о 8:04:13 за східним часом стартував і встановив новий рекорд зробивши 22 оберти навколо Землі. Політ тривав 34 години 19 хвилин 49 секунд. 15 травня 1963 він приводнився в Тихому океані за 130 км на північний схід від острова Мідвей. На гелікоптері капсулу перенесли на палубу авіаносця США «Кірсердж».

## Ролі виконують

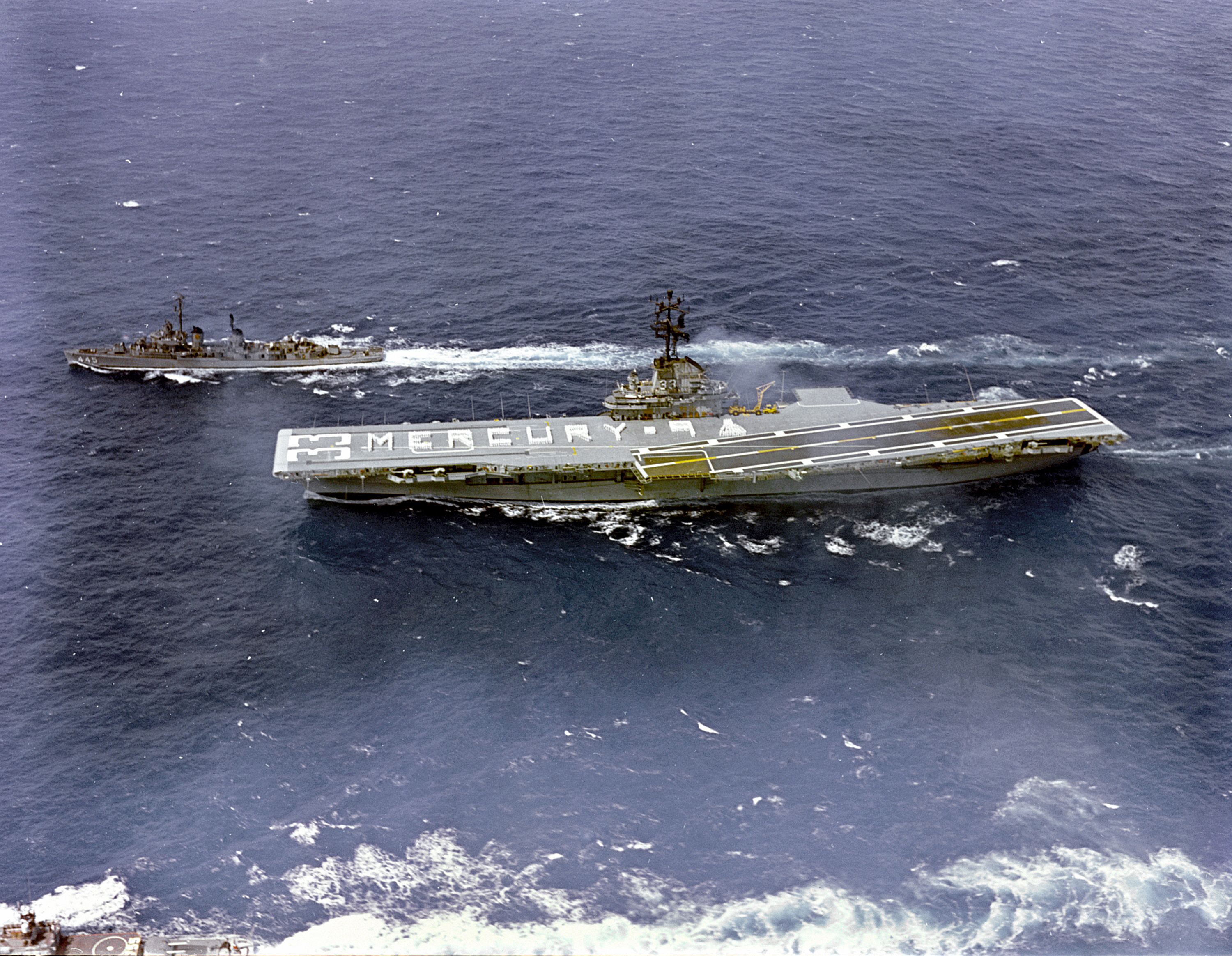
Авіаносець «Кірсердж»

- Сем Шепард — Чак Єгер
- Фред Ворд — Вірджил Гріссом
- Денніс Квейд — Гордон Купер
- Ед Гарріс — Джон Гленн
- Скотт Гленн — Алан Шепард
- Ленс Генріксен — Уоллі Ширра
- Скотт Полін — Дональд Слейтон
- Барбара Герші — Гленніс Єгер
- Вероніка Картрайт — Бетті Гріссом
- Памела Рід — Труді Купер
- Джефф Голдблюм — рекрутер НАСА
- Чарльз Френк — Скотт Карпентер
- Скотт Вілсон — Скотт Кроссфілд

## Навколо фільму
- В епізоді, в якому астронавти дують у пробірки, щоб струменями повітря утримувати пластмасові кульки між позначками на пробірках, переможцями були (як показано у фільмі): астронавт Гордон Купер (Денніс Квейд) був третім, Джон Гленн (Ед Гарріс) був другим і Скотт Карпентер (Чарльз Френк) виграв змагання. Під час зйомок насправді виграв Денніс Квейд (у фільмі Гордон Купер). Він був єдиним некурце́м, і, отже, його легені мали більшу місткість, ніж в інших акторів-курців.
- У фільмі показано запуск першого у світі штучного супутника Землі, яким керував Сергій Корольов. Запуск супутника був також показаний в іншому американському фільмі «Жовтневе небо» (October Sky, 1999).

## Нагороди
- 1983 Премія «Оскар» Академії кінематографічних мистецтв і наук:
  - за найкращий монтаж — Глен Фар, Ліза Фрухтмен, Стівен А. Ротер, Дуглас Стюарт, Том Ролф
  - за найкращу музику до фільму — Білл Конті
  - за найкращий звуковий монтаж — Джей Бокелгайд
  - за найкращий звук — Марк Бергер, Том Скот, Ренді Том, Девід Макмілан
- 1983 Премія Національної ради кінокритиків США:
  - 10 найкращих фільмів (National Board of Review: Top Ten Films[en]) — N 5
- 1983 Номінація на премію Національної спілки кінокритиків США (1983 National Society of Film Critics Awards[en]):
  - за 2-ге місце серед найкращих режисерів — Філіп Кауфман
- 1983 Нагорода Товариства кінокритиків Канзас-Сіті (Kansas City Film Critics Circle Awards):
  - найкращому режисерові — Філіп Кауфман
- 1984 Премія «Голуба стрічка» товариства кіножурналістів і кінокритиків Токіо (Blue Ribbon Awards):
  - за найкращий іноземний фільм (Blue Ribbon Awards for Best Foreign Film[en]) — Філіп Кауфман
- 1984 Премія Лондонського гуртка кінокритиків:
  - найкращому сценаристові року — Філіп Кауфман
- 1984 Премія Аудіомонтажерів кіно США (Motion Picture Sound Editors[en]):
  - приз «Золота бобіна» (Golden Reel Award) за найкраще редагування звуку
- 1985 Премія «Боділ» Данської національної асоціації кінокритиків:
  - премія «Боділ» найкращому американському фільмові — Філіп Кауфман
- 2013 Національна рада США зі збереження фільмів (National Film Preservation Board[en]) внесла кінострічку до Національного реєстру фільмів США (National Film Registry)[2][3]